# 洱源紫堇
洱源紫堇（学名：Corydalis stenantha），为罂粟科紫堇属下的一个种。

## 扩展阅读
維基物種上的相關：洱源紫堇